# The Bubble (film 2006)
The Bubble, in ebraico  הבועה  o Ha-Buah, è un film israeliano del 2006, diretto da Eytan Fox. Il titolo del film (che significa La bolla in italiano) si riferisce alla città di Tel Aviv ove il film è girato: quest'espressione è usata durante il film da una coppia di sconosciuti clienti del ristorante di cui Yali è proprietario e si allude alla bolla in cui vive Tel Aviv ossia all'apparente quotidianità e spensieratezza dei cittadini di questa grande città occidentale nonostante il contesto di guerra e terrore in cui è immersa.

## Trama
Il giovane soldato Noam (Ohad Knoller) incontra ad un posto di blocco tra Israele e la Cisgiordania un giovane palestinese di nome Ashraf (Yousef 'Joe' Sweid) che vive a Nablus. I due si incontrano nuovamente a Tel Aviv, città in cui Noam vive con gli amici Lulu (Daniela Virtzer) e Yali (Alon Friedman). Tra i due nasce subito una bella storia d'amore. Per permettere ad Ashraf di restare in Israele Yali lo impiega nel ristorante di cui è proprietario. La perfetta padronanza dell'ebraico da parte di Ashraf gli permetterà di non avere problemi con le istituzioni israeliane. Quando però Sharon (Oded Leopold), l'ex ragazzo di Lulu, svela a tutti che Ashraf è palestinese, questi decide di ritornare a Nablus. Sarà quindi Noam, con l'aiuto dell'amica Lulu, che andrà a cercarlo in Cisgiordania. In quelle circostanze Jihad, il futuro cognato di Ashraf, scoprirà la relazione segreta dei due innamorati. Ashraf decide pertanto di rivelare il suo segreto alla sorella Rana (Ruba Blal), proprio nel giorno del suo matrimonio con Jihad. Ashraf capisce che da quel momento la sua vita sarà sempre più complicata e che la sua omosessualità difficilmente sarà accettata a Nablus. Quel giorno Jihad organizza un attentato a Tel Aviv dove Yali perderà l'uso delle gambe. L'esercito israeliano nella foga di trovare a Nablus il mandante dell'attentato uccide per errore la sorella di Ashraf. Quest'ultimo decide quindi di vendicarsi e di farsi esplodere a Tel Aviv proprio nel ristorante dove aveva lavorato. Mentre sta per farsi esplodere vede però il suo amante Noam e decide così di farsi esplodere in mezzo alla strada deserta affinché nessuno, eccetto sé stesso, resti coinvolto nell'attentato. In pochi istanti Noam capisce tutto, si avvicina ad Ashraf, i due si baciano ed esplodono insieme: saranno le uniche vittime di questo attentato.